# Орланду Мендіш
Орла́нду Ме́ндіш (порт. Orlando Marques de Almeida Mendes, 4 серпня 1916, острів Мозамбік — 11 січня 1990, Мапуту, Мозамбік) — видатний мозамбіцький письменник і вчений-біолог.
Голова Асоціації письменників Мозамбіку.

## Життєпис
Батьки Орланду Мендіша перебралися з Португалії до Мозамбіку на зламі XIX і XX століть.
Після закінчення ліцею у місті Лоуренсу-Маркіш Орланду тривалий час служив у фінансовому департаменті Міністерства сільського господарства колоніального Мозамбіку. Однак бажання продовжити освіту змусило його у 1944 році переїхати разом із дружиною та чотирирічною дочкою до метрополії, де він поступив на біологічний факультет Коїмбрського університету і здобув ступінь магістра біологічних наук. По завершенню навчання отримав посаду асистента кафедри ботаніки того ж університету.
Після повернення 1951 року до Мозамбіку працював фітопатологом у Міністерстві охорони здоров'я, вивчаючи традиційну медицину корінних мозамбікців. Опублікував декілька монографій і наукових статей на цю тему.
Пропагував мозамбіцьку літературу, працюючи редактором у низці журналів міста Лоуренсу-Маркіш: «Tempo», «Itinerário», «Vertice», «África».
У літературі дебютував як поет під сильним впливом неореалізму та модернізму, зокрема літературно-мистецького руху «Присутність», який знаменував другу фазу португальського модернізму. Опублікував загалом дванадцять збірок поезій, роман, п'єсу та низку оповідань.
Незважаючи на своє португальське коріння, Орланду Мендіш різко критикував авторитарно-репресивний режим Салазара та жорстоке ставлення колоніальної адміністрації до корінного чорношкірого населення. Під час війни за незалежність Мозамбіку проти Португалії підтримав визвольний рух «ФРЕЛІМО», публікуючи гострі антиколоніальні вірші.

## Творчий доробок

### Поетичнізбірки
1. «Траєкторії»  (Trajectórias, Coimbra, 1940).
2. «Клімат» (Clima, Coimbra, edição do autor, 1959).
3. «Після сьомого дня» (Depois do 7º Dia, Lourenço Marques, Publicações Tribuna, 1963).
4. «І ось я вам  пишу» (Portanto Eu vos Escrevo, Viseu/Portugal, edição do autor, 1964).
5. «Переддень Довіри» (Véspera Confiada, Lourenço Marques, Livraria Académica, 1968).
6. «Прощай, Гутукумбуй» (Adeus de Gutucumbui, Lourenço Marques, Académica, 1974).
7. «Голод хробаків» (A Fome das Larvas, Lourenço Marques, Académica, 1975).
8. «Повстала країна I» (País Emerso I, Lourenço Marques, Modern Company, 1975).
9. «Повстала країна II» (País Emerso II, Maputo, edição do autor, 1976).
10. «Навчальне виробництво» (Produção Com que Aprendo, Maputo, Instituto Nacional do Livro e do Disco, 1978).
11. «Оглянуті обличчя» (As faces visitadas, Maputo, AEMO, 1985).
12. «Полум'я квітує в кузні» (Lume Florindo na Forja, Maputo, INLD, 1980).

### Роман
- «Мито»  (Portagem, Beira, Notícias da Beira, 1966). — в українському перекладі Володимира Горбаренка: «Манливе марево життя», «Всесвіт», 1985 № 2:

| | ...Спершу після дитинства Африки за Ксав’є Орвілем — про епос міжрасових стосунків — роман «Манливе марево життя» Мендіша. У наші дні, можливо, за браком інформації, не знаходжу тої вершини мистецької совісті, історично продукованого таланту, який дарувала доля Мозамбіку Орландові Мендішу. Без всіляких сентиментальностей це коронний номер у прозі «Всесвіту». ...ПРО РОМАН «Манливе марево життя» можна говорити й говорити, бо це, мабуть, найбільше мистецьке відкриття наших днів. Бездоганна пластика, чудова мова в її значущих основах, досконала структурна побудова твору, афористичність письма, точні характеристики, написано кров’ю серця... |
| — Роман Андріяшик. «Світло і марево життя» // «Літературна Україна» №21 (4170) — 1986. — 22 травня. — С. 3 | |

### П'єса
- «Хвилина мовчання» (Um Minuto de Silêncio, Teatro, Beira, Notícias da Beira, 1970).

### Есе
- «Про мозамбіцьку літературу» (Sobre literatura moçambicana, Maputo, INLD, 1982)[7].

### Дитяча література
- «Тато робітник, та ще шість історій» (Papá Operário Mais Seis Histórias, Maputo, INLD, 1980, 2ª ed., 1983).
- «Хлоп'я, яке не росло» (O menino que não crescia, Maputo, INLD, 1986)

## Нагороди, відзнаки
- Лауреат літературної премії імені Фіалю ді Алмейда[pt] (1946),
- Лауреат літературного конкурсу «Jogos Florais» Коїмбрського університету (1946)
- Лауреат літературного конкурсу «Poesia» Муніципальної Палати міста Лоуренсу-Маркіш. (1953 — перша премія).